# Labégude
 Labégude  es una población y comuna francesa, ubicada en la región de Ródano-Alpes, departamento de Ardèche, en el distrito de Privas y cantón de Vals-les-Bains.

## Demografía
| 1640 | 1784 | 1786 | 1695 | 1401 | 1342 |
| Para los censos de 1962 a 1999 la población legal corresponde a la población sin duplicidades (Fuente: INSEE [Consultar]) |      |      |      |      |      |